# Mrkljenta bijela
Mrkjenta bijela je majhen nenaseljen otoček v Jadranskem morju na vzhodnem koncu otočja Lastovo, vzhodno od Lastova. Pripada Hrvaški.
Njegova površina je 4439 m2. Dolžina obale je 282 m. Dviga se 3 metre nad morje.